# Waldensertäler

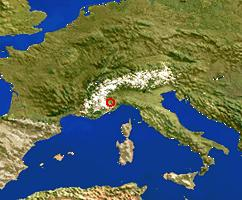
Lage der Waldensertäler

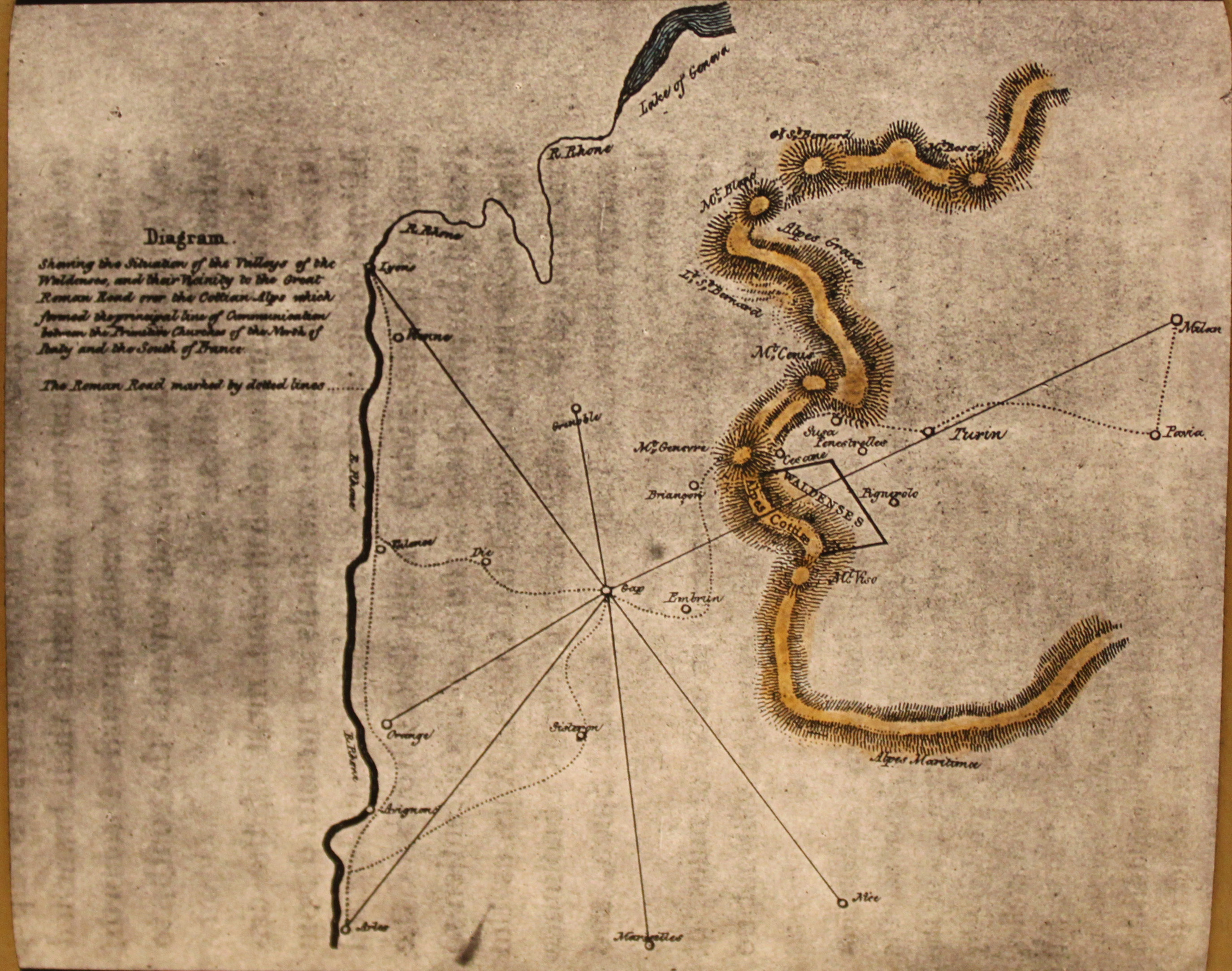
Karte von 1895 mit den Waldensertälern und der Großen Römerstraße

Als Waldensertäler werden die drei Alpentäler Val Chisone (Val Cluson), Valle Germanasca und Val Pellice in den Cottischen Alpen bezeichnet, die der vorreformatorischen evangelischen Kirche der Waldenser vom 16. bis zum 19. Jahrhundert als Rückzugsgebiet dienten. Sie liegen im äußersten Westen der Metropolitanstadt Turin nahe der französischen Grenze.
Im Mittelalter fanden Waldenser, die in Frankreich und Norditalien verfolgt wurden, Zuflucht in diesen schwer zugänglichen Tälern. In der Gegenreformation wanderte ein großer Teil dieser Bevölkerung in die Schweiz und nach Deutschland (vor allem Hessen und Württemberg) aus.
Wenige Jahre nach Beginn der Reformation nahmen die Waldenser über Genf Kontakt mit der Bewegung auf; 1532 konstituierten sie sich als eine eigene protestantische Kirche. Sie wurden vom Haus Savoyen zumeist toleriert und waren nützlich zur Verteidigung der Grenze gegen Frankreich. In Phasen, in denen Savoyen-Piemont mit Frankreich verbündet war, wurden die Waldenser hingegen verfolgt, besonders grausam 1655 und 1686. Letztere Verfolgung endete mit einer vollständigen Niederlage; wer sich nicht unterwarf, musste ins Exil ins Ausland gehen. Drei Jahre später kehrte ein kleiner Teil von ihnen mit Unterstützung protestantischer Großmächte als bewaffnetes Expeditionskorps zurück (französisch Glorieuse rentrée, italienisch Glorioso rimpatrio), verschanzten sich monatelang auf einem Bergrücken bei Balsiglia (Gemeinde Massello, Valle Germanasca, kleines Museum) und flohen von dort über für unpassierbar gehaltene Hänge. Sie waren kurz davor, aufgerieben zu werden, als ein plötzlicher Wechsel der politischen Allianzen den Herzog Viktor Amadeus II. veranlasste, ein geografisch beschränktes Toleranzedikt zu erlassen.
Bis heute feiern die Waldenser die Erinnerung an den 17. Februar 1848, als sie durch ein Patent von König Carlo Alberto volle bürgerliche Rechte erhielten. Seitdem haben sich die Bevölkerungen stark durchmischt; die waldensische Konfession ist in den Waldensertälern inzwischen gegenüber der katholischen deutlich in der Unterzahl.
Kirchensprache war bis ins 20. Jahrhundert Französisch, Umgangssprache war Okzitanisch.
Hauptort der Waldenser war Torre Pellice; dort befindet sich seit Anfang des 20. Jahrhunderts ein historisch-ethnografisches Museum. Der historische Teil des Museums wurde 2019 komplett überarbeitet und modernisiert.